# 캐스팅 카우치

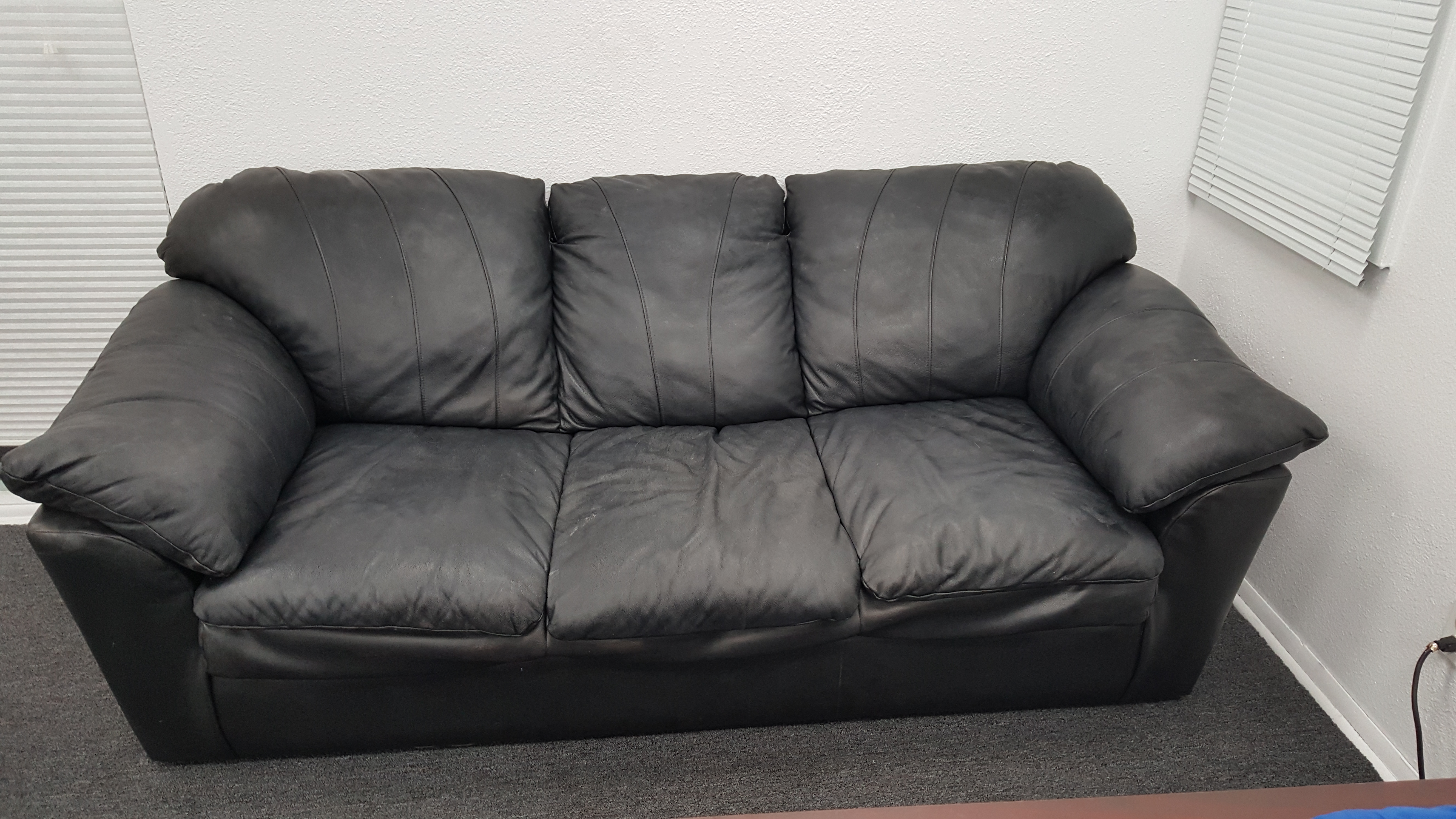

캐스팅 카우치(영어: casting couch)는 연극, 영화 따위의 역을 얻기 위해 자진해서 육체를 제공하는 여배우를 상대로, 배역 담당 책임자가 자기 사무실에서 애욕 행위를 즐기는 긴 의자를 말한다. 한국에선 카우치를 소파라고 부르며, 감독, PD, 제작자, 투자자 등이 사무실 소파에서 면접을 보러 온 여배우의 성상납을 받고 캐스팅 한다는 의미이다.

## 대한민국
장자연 사건 직후 국가인권위원회가 여성 연기자 111명과 연예인 지망생 240명, 연예산업 관계자 11명 등을 심층 면접 조사한 결과, 여성 연기자의 45.3%가 술 시중을 들라는 요구를 받은 경험이 있다고 답했고, 60.2%는 방송 관계자나 사회 유력 인사에 대한 성접대 제의를 받은 것으로 조사됐다. 그리고 조사대상 여자 연예인의 31.5%는 유방과 엉덩이, 다리 등 신체 일부를 만지는 행위 등 피해를 봤다고 밝혔다. 21.5%는 성관계를 요구받거나, 6.5%는 성폭행 등 명백한 범죄 피해를 봤다고 답했다.

## 같이 보기
- 성적 자본